# Inmigración galesa en los Estados Unidos
Los galeses-estadounidenses son un grupo étnico cuya ascendencia se origina total o parcialmente en Gales. En la encuesta de la comunidad del censo de EE. UU. de 2008, se estima que 1,98 millones de estadounidenses tenían un ancestro galés. Eso es un 0,6% de la población total de los EE. UU. Esto se compara con una población de 3 millones en Gales. Sin embargo, el 3,8% de los estadounidenses parece tener un apellido galés.
Ha habido varios presidentes de EE. UU. con ascendencia galesa, incluidos Thomas Jefferson, John Adams, John Quincy Adams, James A. Garfield, Calvin Coolidge y Richard Nixon. Jefferson Davis, el presidente de los Estados Confederados de América P. G. T. Beauregard, el vicepresidente de Estados Unidos Hubert Humphrey, y la secretaria de Estado de los EE. UU. Hillary Clinton, también son de ascendencia galesa.
La proporción de la población con un nombre de origen galés varía de 9.5% en Carolina del Sur a 1.1% en Dakota del Norte. Normalmente, los nombres de origen gales se concentran en los estados del Atlántico medio, las Carolinas, Georgia y Alabama, y en los Apalaches, Virginia Occidental y Tennessee. Por el contrario, hay relativamente menos nombres galeses en Nueva Inglaterra, el norte del medio oeste y el suroeste.

## Emigración galesa a Estados Unidos

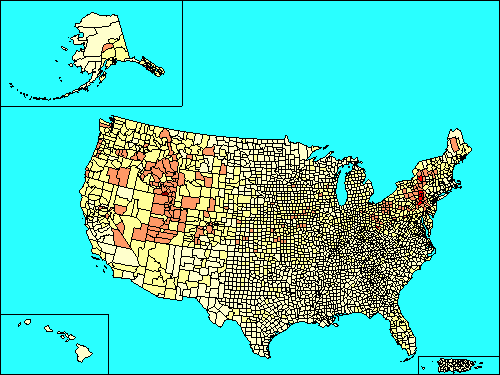
'Ancestro galés' Los colores rojo oscuro y marrón indican una densidad más alta

Las leyendas de los viajes celtas a América, y el asentamiento allí en el siglo XII, liderado por  Madog (o Madoc), hijo de Owain Gwynedd, príncipe de Gwynedd, generalmente se descarta, aunque tales dudas no son concluyentes La leyenda de Madog alcanzó su mayor prominencia durante la era isabelina, cuando los escritores galeses e ingleses la utilizaron para reforzar las reclamaciones británicas en el Nuevo Mundo frente a las de España. El relato completo más antiguo que se conserva del viaje de Madoc, como el primero en afirmar que Madoc había llegado a América, aparece en Humphrey Llwyd 1559 Cronica Walliae, an English adaptation of the Brut y Tywysogion. En 1810, John Sevier, el primer gobernador de Tennessee, escribió a su amigo el alcalde Amos Stoddard sobre una conversación que había tenido in 1782 con el viejo jefe cheroqui Oconostota sobre fortificaciones antiguas construidas a lo largo del río Alabama. El jefe supuestamente le dijo que los fuertes habían sido construidos por un pueblo blanco llamado "galés", como protección contra los ancestros de los Cherokee, que finalmente los expulsaron de la región. Sevier también había escrito en 1799 sobre el supuesto descubrimiento de seis esqueletos en una armadura de bronce con el escudo de armas de Gales. Thomas S. Hinde afirmó que en 1799, seis soldados habían sido desenterrados cerca de Jeffersonville en el río Ohio con petos que contenían el escudo de armas de Gales. Es posible que estos fueran los mismos 6 a los que se refiere Sevier, ya que el número, las placas de bronce y el escudo de armas de Gales son consistentes con ambas referencias. La especulación abunda conectando Madog con ciertos sitios, como Devil's Backbone, ubicado en el río Ohio en Fourteen Mile Creek, cerca de Louisville, Kentucky.
La afirmación más fundamentada es que las primeras llegadas galesas vinieron de Gales después de 1618.

### Primera migración masiva: Pensilvania

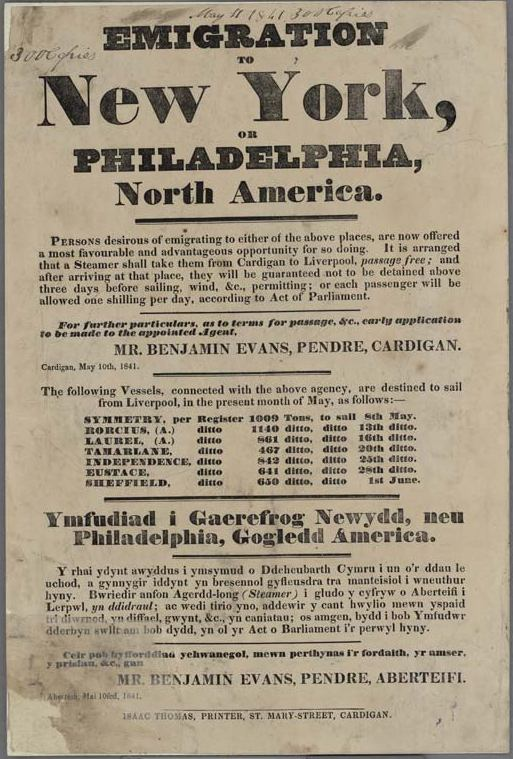
Un pasaje publicitario de 1841 de afiches a Estados Unidos, escrito en inglés y galés

A finales del siglo XVII, hubo una gran emigración de galeses cuáqueros a Pensilvania, donde una Welsh Tract se estableció en la región inmediatamente al oeste de Filadelfia. En 1700, los galeses representaban alrededor de un tercio de la población estimada de la colonia de veinte mil. Hay una cantidad de topónimos galeses en esta área. Hubo una segunda ola de inmigración a fines del siglo XVIII, notablemente una colonia galesa llamada Cambria establecida por Morgan John Rhys en lo que es ahora el Condado de Cambria, Pensilvania.
Los galeses fueron especialmente numerosos y políticamente activos en la Pensilvania colonial, donde eligieron el 9% de la legislatura. En el siglo XIX, miles de mineros de carbón galeses emigraron a las minas de antracita y bituminosas de Pensilvania, y muchos se convirtieron en administradores y ejecutivos de minas. Los mineros aportaron habilidades organizativas, ejemplificadas en el sindicato laboral de la United Mine Workers labor union, y su líder más famoso John L. Lewis, que nació en un asentamiento galés en Iowa. Pensilvania tiene la mayor cantidad de galeses-estadounidenses, aproximadamente 200,000; se concentran principalmente en las regiones occidental y nororiental (Coal Region) del estado.

### Migración mayor posterior: Ohio
La emigración masiva de Gales a los Estados Unidos se inició en el siglo XIX y las ciudades y pueblos de Ohio, como Canal Dover, Niles y Gloucester, son destinos particularmente populares.
A principios del siglo XIX, la mayoría de los colonos galeses eran agricultores, pero más tarde hubo emigración de mineros del carbón a los yacimientos carboníferos de Ohio y Pensilvania y de los canteros de pizarra del norte de Gales a la región de Vermont y Nueva York, en "Slate Valley". Hubo una gran concentración de personas galesas en la sección de los Apalaches en el sureste de Ohio, como el condado de Jackson, y fue apodado "Little Wales". El idioma galés se solía hablar allí durante generaciones hasta la década de 1950 cuando comenzó a disminuir su uso. A partir de 2010, más de 126,000 residentes de Ohio son de ascendencia galesa y alrededor de 135 hablan el idioma,, con concentraciones significativas todavía encontradas en muchas comunidades de Ohio como Oak Hill (13,6%), Madison (12,7%), Franklin (10,5%), Jackson (10%), Radnor (9,8%) y Jefferson (9,7%).

## Sur de Estados Unidos
Una proporción particularmente grande de la población afroamericana tiene apellidos galeses. Los factores que conducen a este resultado son predominantemente al adoptar el apellido de sus antiguos amos esclavistas. Un gran número de estadounidenses galeses se establecieron en el sur de Estados Unidos y eran predominantes en el comercio de esclavos. Ejemplos de plantaciones esclavistas que poseen estadounidenses incluyen al Padre fundador Thomas Jefferson. Si bien hubo casos de esclavos que adoptaron nombres de esclavos, también hubo grupos religiosos y grupos antiesclavitud galeses que ayudaron a esclavos a la libertad y evidencia de nombres adoptados por este motivo. En otras situaciones, los esclavos adquirieron su propia identidad de Freeman, Newman, Liberty, mientras que otros eligen los apellidos de los héroes o padres fundadores estadounidenses, que en ambos casos podrían haber sido galeses en origen.

### Tennessee
Después de la guerra civil estadounidense, 104 familias de inmigrantes galeses se mudaron del Welsh Barony en Pensilvania al este de Tennessee. Estas familias galesas se establecieron en un área ahora conocida como Mechanicsville, y parte de la ciudad de Knoxville. Estas familias fueron reclutadas por los hermanos Joseph y David Richards para trabajar en un laminador y luego copropiedad de John H. Jones.
Los hermanos Richards cofundaron Knoxville Iron Works junto al L & N Railroad, más tarde para ser utilizado como el sitio para la Feria Mundial de 1982. De los edificios originales de Iron Works donde trabajaron los inmigrantes galeses, solo la estructura que alberga el restaurante 'The Foundry' ' permanece. En la Feria Mundial de 1982, el edificio era conocido como el Strohause.
Habiéndose reunido por primera vez en un espacio donado en la Segunda Iglesia Presbiteriana, los inmigrantes galeses construyeron su propia Iglesia Congregacional con el reverendo Thomas Thomas sirviendo como el primer pastor en 1870. Sin embargo, en 1899 la propiedad de la iglesia se vendió.
Las familias de inmigrantes galeses tuvieron éxito y establecieron otros negocios en Knoxville, que incluyeron una compañía que construyó carros de carbón, varias compañías de techos de pizarra, una empresa de mármol y varias compañías de muebles. Hacia 1930 muchos galeses se dispersaron en otras secciones de la ciudad y condados vecinos como Condado de Sevier. Hoy, más de 250 familias en Knoxville pueden rastrear su ascendencia directamente a estos inmigrantes originales. La tradición galesa en Knoxville se recuerda con descendientes galeses celebrando día de San David.

## Medio Oeste
Después de 1850, muchos galeses buscaron granjas en el Medio Oeste.

### Indiana
En los años que rodearon el cambio del siglo XX, las ciudades de Elwood, Anderson y Gas City en los condados de Grant y Madison, ubicadas al noreste de Indianápolis, atrajeron a muchos inmigrantes galeses, incluidas muchas familias numerosas y jóvenes trabajadores industriales.

### Minnesota
Después de 1855, las ricas tierras de cultivo de Minnesota se convirtieron en un imán, especialmente en los condados de Blue Earth y Le Sueur. En la década de 1880, entre 2.500 y 3.000 personas de origen galés contribuyeron a la vida de unas 17 iglesias y 22 capillas..

### Kansas
Unos 2.000 inmigrantes de Gales, y otros casi 6.000 de segunda generación galeses, se convirtieron en agricultores en Kansas, favoreciendo áreas cercanas a las ciudades de Arvonia, Emporia y Bala. Las características de su cultura histórica sobrevivieron más tiempo cuando los servicios de su iglesia conservaron los sermones en galés.

## Atlántico medio de los Estados Unidos

### Nueva York
El condado de Oneida y Utica se convirtieron en el centro cultural de la comunidad galesa-estadounidense en el siglo XIX. Sufriendo malas cosechas en 1789 y 1802 y soñando con la propiedad de la tierra, el asentamiento inicial de cinco familias galesas pronto atrajo a otros inmigrantes agrícolas, instalándose en los municipios de Steuben, Utica y Remsen. Los primeros colonos galeses llegaron en la década de 1790. En 1855, había cuatro mil galeses en Oneida. Con la Guerra Civil, muchos galeses comenzaron a mudarse al oeste, especialmente a Míchigan y Wisconsin. Operaron granjas pequeñas y se aferraron a sus tradiciones históricas. La iglesia era el centro de la vida de la comunidad galesa, y una vigorosa prensa de lengua galesa mantuvo fuerte la conciencia étnica. Fuertemente republicanos, los galeses gradualmente se asimilaron a la sociedad en general sin abandonar totalmente sus propios patrones culturales étnicos.

### Maryland
Cinco ciudades en el norte de Maryland y el sur de Pensilvania fueron construidas entre 1850 y 1942 para albergar a los trabajadores de la cantera galesa que producen pizarra de Peach Bottom. Durante este período las ciudades conservaron una identidad étnica galesa, aunque su arquitectura evolucionó de la forma de la casa galés tradicional al americano contemporáneo. Dos de las ciudades en Harford County ahora forman el distrito histórico de Whiteford-Cardiff.

### Virginia
Después de la gente de Europa del Este, los galeses representan una minoría significativa allí.

## Oeste de Estados Unidos
Los mineros, pastores y comerciantes galeses llegaron a California durante la fiebre del oro (1849-51), así como al noroeste del Pacífico y estados de las Montañas Rocosas desde la década de 1850. Asentamiento galés a gran escala en el norte de California esp. Sierra Nevada y Valle de Sacramento se observó, y un condado: Amador County, California encuentra que una cuarta parte de los residentes locales tienen ascendencia galesa.

### California
Los Ángeles y San Francisco han atraído a artistas y actores galeses en varios campos de la industria de las artes y el entretenimiento. La siguiente es una breve lista de notables artistas y actores galeses que han vivido y trabajado en el área de Los Ángeles y San Francisco: Catherine Zeta-Jones, Katherine Jenkins, Richard Burton, Rosemarie Frankland, Michael Sheen, Glynis Johns, Ioan Gruffudd, Ivor Barry, Cate Le Bon, Anthony Hopkins, Tom Jones, y Terry Nation, entre otros.
Entre 1888-2012, la Iglesia Presbiteriana de Gales fue el centro de la vida comunitaria galesa en Los Ángeles. La iglesia fue fundada por el reverendo David Hughes de Llanuwchllyn, Gwynedd en otro sitio. En su mejor momento, la iglesia tendría un promedio de 300 inmigrantes para el servicio dominical en galés e inglés. Notablemente, el coro de la iglesia cantó en la película de 1941 ¡Qué verde era mi valle!. La tradición del canto continuó con el Cor Cymraeg de California, el Coro Galés del sur de California, un 501 (c)(3) no confesional fundado en 1997 que aún se continúa presentando en todo Estados Unidos.
Santa Mónica (California) fue nombrada una de las ciudades más británicas de Estados Unidos debido a su comercio y los inmigrantes británicos que vinieron durante un auge posterior a la Segunda Guerra Mundial en la producción de fábricas, muchos de los cuales eran galeses. Sin embargo, un mayor costo de vida y leyes de inmigración más estrictas han afectado a la ciudad una vez apodada 'Little Britain'.
En 2011, el West Coast Eisteddfod: Welsh Festival of Arts, patrocinado por A Raven Above Press y AmeriCymru, fue el primer eisteddfod en el área desde 1926. En el año siguiente, Lorin Morgan-Richards estableció el Festival anual en Los Ángeles del día de san David que provocó un resurgimiento cultural en la ciudad y la formación de la Liga galesa del sur de California en 2014. Celebridades de la herencia galesa, como Henry Thomas, Ioan Gruffudd, Michael Sheen, junto con las familias de Richard Burton y Frank Lloyd Wright han apoyado públicamente el festival.

### Mormonismo
Los misioneros mormones en Gales en los años 1840 y 1850 demostraron ser persuasivos, y muchos conversos emigraron a Utah. A mediados del siglo XIX, se estableció Malad City, Idaho. Comenzó principalmente como un asentamiento galés mormón y afirma tener más personas de ascendencia galesa per cápita que en cualquier lugar fuera de Gales. This may be around 20%. En 1951 la Asociación Nacional de Gymanfa de los Estados Unidos y Canadá patrocinó una colección de libros de Gales en la Librería Harold B. Lee en la Universidad Brigham Young.: 75 

## Cultura galesa en Estados Unidos
Un área con una fuerte influencia galesa es un área en los condados de Jackson y Gallia, a menudo conocida como "Little Cardiganshire". El Centro Madog de Estudios Galeses está ubicado en la Universidad de Río Grande.
La Asociación Nacional Galesa Gymanfa Ganu celebra el Festival Nacional de Gales cada año en varios lugares del país, ofreciendo seminarios sobre diversos artículos culturales, un mercado de productos galeses y la tradicional reunión de canto de himnos galeses (gymanfa ganu). El festival anual en Los Ángeles del día de san David celebra la herencia de Gales a través de presentaciones, talleres y mercados al aire libre. En Portland, el West Coast Eisteddfod es un evento anual de Gales que se centra en las competiciones de arte y el rendimiento en la tradición de los bardos. En una escala más pequeña, muchos estados en todo el país celebran reuniones regulares de la sociedad galesa.

### Trabajadores de estaño
Antes de 1890, Gales era el principal productor mundial de hojalata, especialmente cuando se usaba para alimentos enlatados. Los EE. UU. Fueron el cliente principal. El arancel McKinley de 1890 elevó el deber de la hojalata ese año, y en respuesta muchos empresarios y trabajadores calificados emigraron a los Estados Unidos, especialmente a la región de Pittsburgh. Construyeron extensas redes ocupacionales y una comunidad de nicho transnacional.

### Entretenimiento
La telenovela estadounidense One Life to Live tiene lugar en una ciudad ficticia de Pensilvania, fuera de Filadelfia, conocida como Llanview (llan es una antigua palabra galesa para la iglesia, que ahora se encuentra principalmente en topónimos). El Llanview ficticio se basa libremente en los asentamientos galeses ubicados en Welsh Barony, ubicado al noroeste de Filadelfia, Pensilvania.

## sigloXXI
Las relaciones entre Gales y Estados Unidos se llevan a cabo principalmente a través del primer ministro del Reino Unido, además de su secretario de asuntos exteriores y embajador en los Estados Unidos. Sin embargo, la Asamblea de Gales ha desplegado su propio enviado a Estados Unidos, principalmente para promover intereses comerciales específicos de Gales. La principal oficina gubernamental galesa se basa en la embajada británica en Estados Unidos, con satélites en Nueva York, Chicago, San Francisco, y Atlanta.

### Inmigrantes actuales
Si bien la mayoría de los inmigrantes galeses llegaron a los EE. UU. Antes del siglo XX, la inmigración no se detuvo en absoluto. Los expatriados actuales (un ejemplo notable reciente es Anthony Hopkins) han formado sociedades en todo el país, incluida la Chicago Tafia (un juego entre  "mafia" y "Taffy"), AmeriCymru y New York Welsh/Cymry Efrog Newydd.